# Nick Chester
Nicholas Richard "Nick" Chester, född 22 mars 1968, är en brittisk ingenjör som är teknisk direktör för chassi för det franska Formel 1-stallet Renault F1. Han arbetar med utgångspunkt från stallets anläggning i Enstone i England.
Han avlade en examen vid universitetet i Cambridge. Efter studierna började han 1991 arbeta för Simtek Research och där hans arbetsuppgifter var fordonssimuleringar. Tre år senare blev han överförd till Simteks F1-stall och hade liknande arbetsuppgifter där. Bara ett år senare fick han anställning hos Arrows där han fortsatte med fordonssimuleringar men också arbeta med design av fjädringssystem. 1997 blev han prestandaingenjör till Pedro Diniz och Damon Hill medan de efterföljande åren var han raceingenjör åt Pedro de la Rosa och Mika Salo. 2000 gick han över till Benetton Formula och arbetade som testingenjör åt Giancarlo Fisichella, Mark Webber och Alexander Wurz. Året efter började han återigen att arbeta som prestandaingenjör, den här gången till Fisichella och Jarno Trulli. 2002 blev Benetton uppköpta av den franska biltillverkaren Renault. 2005 blev Chester befordrad till chef för fordonsprestanda och föraren Fernando Alonso och stallet vann både förar- respektive konstruktörsmästerskapet för säsongerna 2005 och 2006. 2010 utsågs han till att vara chef för prestandasystem och året efter chefsingenjör. 2011 lämnade Renault F1 och stallet blev Lotus F1 och Chester själv fick fortsätta som chefsingenjör. 2013 befordrade Lotus honom till att vara deras tekniska direktör. 2016 återvände Renault till F1 och köpte upp Lotus och Chester fortsatte på sin position.